# Nebesa nad Šentrupertom
Nebesa nad Šentrupertom (602 mnm) je najvišji vrh Občine Šentrupert na Dolenjskem. Na vrhu je razgledna točka. Šentrupert leži v širšem delu Mirnske doline, od Trebnjega pa so Nebesa oddaljena 12 kilometrov.
Zaradi svoje lege so Nebesa priljubljena med turisti in obiskovalci. Na vrhu je parkirišče za avtomobile, motorje in druga vozila, posebnost Nebes pa je vzletišče za zmajarje in jadralne padalce. Z nje se odpira razgled na Mirnsko dolino z zaledjem in okoliškimi hribi, Gorjance, Gače in celo Snežnik. Ob parkirišču stoji Izletniška kmetija Nebesa. Vsako drugo oktobrsko soboto v Nebesa organizirajo pohod po tako imenovani Steklasovi poti, ki poteka po Mirnski dolini z okolico. Pohodi z začetkom v središču Šentruperta pa se organizirajo tudi ob vsaki polni luni. Za prvi maj v Nebesih zagori kres.

## Dostopi
Vrh je na nadmorski višini 602 metra in uradno spada k razloženemu naselju Hom, ki je v bližnji okolici zaradi svoje lege proti jugu znano kot vinogradniško območje.
Do Nebes vodi več cest. Iz Šentruperta proti severu, mimo kraja Draga ali prek Hrastnega, iz severne smeri, torej z Dol pri Litiji pa prek Kostanjevice ali Raven nad Šentrupertom. Vse so prevozne z avtomobilom.
Nebesa so primerna tudi za kolesarje, a vzponi so kar zahtevni. Za pohodnike je primernih več poti, med katerimi je znana Steklasova pot.

## Znamenitosti v okolici
V bližini Nebes so Dežela kozolcev v Šentrupertu, slap Bena, grad Škrljevo, grad Mirna, Barbova graščina na Veseli gori in župnijska gotska cerkev Sv. Ruperta v Šentrupertu, blizu je tudi Oglarska dežela s središčem na Dolah pri Litiji.